# Володимирівська сільська рада (Якимівський район)
| Володимирівська сільська рада — колишній орган місцевого самоврядування у Якимівському районі Запорізької області з адміністративним центром у с. Володимирівка. Водоймища на території, підпорядкованій даній раді: р. Малий Утлюг. Сільській раді були підпорядковані населені пункти: - с. Володимирівка - с. Олександрівка - с. Юр'ївка |

## Населення
За даними перепису населення 2001 року, у селі мешкала 1571 особа. Мовний склад населення був таким:
| Мова       | Число ос. | Відсоток |
| ---------- | --------- | -------- |
| українська | 565       | 35.96    |
| російська  | 978       | 62.25    |
| білоруська | 2         | 0.13     |
| болгарська | 2         | 0.13     |
| вірменська | 13        | 0.83     |
| циганська  | 8         | 0.51     |
| грецька    | 1         | 0.06     |

## Склад ради
Рада складалася з 16 депутатів та голови.

### Керівний склад ради
| ПІБ                     | Основні відомості                                                         | Дата обрання | Дата звільнення |
| ----------------------- | ------------------------------------------------------------------------- | ------------ | --------------- |
| Лагода Іван Миколайович | Сільський голова, 1966 року народження, освіта, безпартійний              | 26.03.2006   | 31.10.2010      |
| Лагода Іван Миколайович | Сільський голова, 1966 року народження, освіта вища, член Партії регіонів | 31.10.2010   | 20.06.2013      |

Примітка: таблиця складена за даними джерела